# أمير عاشور
أمير عاشور (1990-) هو ناشط عراقي في مجال حقوق المثليين جنسياً ومزدوجي الجنس والمتحولين جنسياً، أسس في عام 2015، عندما كان في الخامس والعشرين من عمره، منظمة IraQueer ، وهي منظمة غير حكومية تدافع عن حقوق المثليين جنسياً ومزدوجي الجنس والمتحولين جنسياً في العراق .

## الحياة الشخصية
وُلِد أمير عاشور في بغداد ، العراق ، ونشأ في مدينة السليمانية في إقليم كردستان .  اثناء نشأته كان يعتنق دين الإسلام ، إلا أنه توقف عن اتباعه في عام 2008، قائلاً "لم يناسبني الإسلام". 
بعد اعتقاله مرتين بسبب عمله في قطاع حقوق الإنسان، قدم عاشور طلباً للجوء في السويد أثناء وجوده هناك في رحلة عمل في عام 2014. وفي العام التالي حصل على اللجوء السياسي.  
انتقل أمير عاشور لاحقًا من السويد إلى مدينة نيويورك حيث تخرج في عام 2018 من جامعة كولومبيا بدرجة الماجستير في حقوق الإنسان.   بدأ عاشور الدراسة في كلية الحقوق بجامعة هارفارد في عام 2021.  بعد تخرجه في مايو 2024، عاد إلى الولايات المتحدة الأمريكية/نيويورك حيث يعمل حاليًا في شركة المحاماة الدولية وايت آند كيس.

## مناصرة حقوق المثليين
قبل مغادرة العراق، أمضى عاشور سنوات يعمل في منظمات حقوق الإنسان التي تدافع عن حقوق المثليين والمثليات ومزدوجي الميل الجنسي والمتحولين جنسياً والنساء والعاملين في مجال الجنس.   
أسس أمير عاشور منظمة IraQueer في مارس 2015 أثناء إقامته في المنفى في السويد، والتي كانت أول منظمة وطنية للمثليين والمثليات ومزدوجي الميل الجنسي والمتحولين جنسياً في العراق.   تم تشكيلها على أساس التطوع، وركزت في البداية على نشر روايات من العراقيين من مجتمع المثليين، بالإضافة إلى إنتاج موارد تعليمية لمجتمع المثليين في العراق، بما في ذلك أدلة حول القانون والصحة الجنسية والأمن، بعدة لغات منها الإنجليزية والعربية والكردية .  واصلت IraQueer بعد ذلك القيام بالدعوة الدولية لدعم حقوق مجتمع الميم الذين يعيشون في العراق، بما في ذلك مع الأمم المتحدة ، بالإضافة إلى توفير السكن الآمن والمساعدة الطبية.   ترك عاشور منصبه كمدير تنفيذي لـ IraQueer في يوليو 2021. 
انتقد أمير عاشور تقديم وسائل الإعلام للهجمات المعادية للمثليين في العراق على أنها مرتبطة بتنظيم الدولة الإسلامية ، مشيرًا إلى أن النشاط والخطاب المناهض للمثليين في البلاد كان سائدًا لعقود سابقة، و"متجذرًا بعمق" في الثقافة العربية، وكذلك داخل الميليشيات القوية التي دعمت الحكومة الوطنية.     ودعا إلى إنشاء مصطلحات محايدة ومحترمة للأشخاص المثليين باللغتين العربية والكردية، مشيرًا إلى المصطلحات اللغوية المعاصرة في اللغات التي غالبًا ما تكون مسيئة بطبيعتها اليهم . 
كما دعا أمير عاشور إلى تغيير الرواية حول الأشخاص المثليين في الشرق الأوسط، بما في ذلك الاعتراف بأن ليس كل الأشخاص المثليين في العراق يعانون من مشاكل أو يرفضون ميولهم الجنسية. 
أعرب أمير عاشور أيضًا عن شكوكه في محاولات الحكومات الكردية في العراق وسوريا تقديم نفسها على أنها صديقة لمجتمع المثليين، مشيرًا إلى أن "الحديث أسهل من الفعل" وشعر أن مثل هذه التصريحات كانت لإرضاء الغرب.  وانتقد قوات الأمن في السليمانية في عام 2021 لشن عملية لاعتقال الأشخاص "المشتبه بهم" من مجتمع المثليين، على الرغم من أن نائب رئيس وزراء إقليم كردستان قباد طالباني صرح بأن "جميع المواطنين، بغض النظر عن ... الجنس (أو التفضيل الجنسي) يستحقون ان تكون لهم حقوق متساوية في عام 2019. 
في عام 2022، انتقد أمير عاشور التشريع المقترح من قبل الحكومة العراقية والذي من شأنه أن يحظر المثلية الجنسية في البلاد، قائلاً إنه من شأنه أن يشرع جرائم قتل الأشخاص المثليين جنسياً.  وانتقد عاشور نفوذ السياسيين العراقيين مثل مقتدى الصدر ، الذي اقترح أن جدري القرود كان نتيجة للسلوك المثلي، على الحكومة، واتهمهم بإطلاق حملات عامة ضد المثلية الجنسية لتجنب مناقشة القضايا الحقيقية التي تواجه العراق، مثل البطالة والفساد والقضيا الاخرى. 

## في عام 2022، حصل امير عاشور على جائزةجاي تايمزلرائد المجتمع الدولي.[18]
تم ترشيح عاشور لجائزة أكاديمية راؤول والينبرغ وجائزة ديفيد كاتو للصوت والرؤية. 
أطلقت هيئة الإذاعة الخاصة في أستراليا على أمير عاشور لقب "الناشط المثلي الوحيد في العراق"، على الرغم من انتقاده لهذا الوصف.   وقد أجرت معه صحيفة هافينغتون بوست وصحيفة الإندبندنت وصحيفة واشنطن بوست مقابلة.   
في عام 2021، تم تكريم امير عاشور في بودابست كأحد المكرمين في حفل جوائز MTV Europe Music Awards . 